# Rafa de Vicente
Rafael de Vicente Hernández (Málaga, Andalucía, 18 de julio de 1993), conocido deportivamente como Rafa de Vicente, es un futbolista español que juega como centrocampista en el San Fernando C. D. de la Segunda Federación.

## Trayectoria
Empezó su carrera en el Atlético Malagueño y en enero de 2014 renovó su contrato hasta la temporada 2015-16. En la campaña 2014-15 sufrió una lesión en el ligamento cruzado mientras realizaba la pretemporada con el primer equipo. Repitió experiencia durante el curso siguiente antes de ampliar su vinculación con el club hasta 2017 y ser cedido al Real Murcia C. F. Con este equipo disputó la promoción de ascenso a Segunda División y  en agosto de 2016 fue prestado al Recreativo de Huelva que también militaba en la Segunda División B.
En la temporada 2018-19 firmó por el Racing de Santander, con el que sí logró el ascenso a la Segunda División. Sin embargo, no se quedó a vivir la experiencia en la categoría de plata y en agosto de 2019 regresó a tierras murcianas tras convertirse en jugador del UCAM Murcia C. F., equipo en el que jugó durante dos temporadas.
El 23 de junio de 2021 firmó por un año con el Real Club Deportivo de La Coruña y acabó la temporada disputando nuevamente un play-off de ascenso a Segunda División. No continuó allí la siguiente y el 20 de septiembre fichó por la Unión Deportiva San Sebastián de los Reyes. En este equipo también compitió en la Primera Federación y el 31 de julio de 2023 firmó hasta 2026 con el Marbella F. C.
En agosto de 2024 dejó la entidad marbellí tras haber ayudado a conseguir el ascenso de categoría. Entonces permaneció como agente libre hasta que a inicios de 2025 se unió al San Fernando C. D.

## Clubes
| Club                             | País   | Año       |
| -------------------------------- | ------ | --------- |
| Atlético Malagueño               | España | 2012-2016 |
| Real Murcia C. F. (cedido)       | España | 2015-2016 |
| Recreativo de Huelva             | España | 2016-2018 |
| Racing de Santander              | España | 2018-2019 |
| UCAM Murcia C. F.                | España | 2019-2021 |
| R. C. Deportivo de La Coruña     | España | 2021-2022 |
| U. D. San Sebastián de los Reyes | España | 2022-2023 |
| Marbella F. C.                   | España | 2023-2024 |
| San Fernando C. D.               | España | 2025-     |